# Daniele Colli
Daniele Colli (Rho, Milà, Llombardia, 19 d'abril de 1982) és un ciclista italià, professional des del 2005 i actualment a l'equip Qinghai Tianyoude.

## Biografia
Daniele Colli es va començar a fer conegut en guanyar el campionat italià en ruta júnior de 1999 per davant d'un desconegut Damiano Cunego. La seva potència li va servir per guanyar algunes curses sub-23, com el Giro del Canavese de 2003 o el Gran Premi della Liberazione i el Trofeu Alcide Degasperi de 2004. Aquests bon resultats el van dur a fitxar per l'equip Liquigas-Bianchi el 2005 i poder així disputar les curses del ProTour. La primera temporada fou prou bona, però no evolucionà i això el va dur a quedar sense contracte a primers del 2008. Posteriorment passà per diversos equips fins que el 2013 fitxà pel Vini Fantini-Selle Italia. Durant la disputa del Giro d'Itàlia de 2015 es va veure implicat en una caiguda quan xocà amb un teleobjectiu d'un espectador que li provocà una fractura d'húmer.

## Palmarès
- 1999
  -  Campió d'Itàlia júnior en ruta
  - 1r al Gran Premi dell'Arno
- 2000
  - 1r al Tour al País de Vaud
- 2003
  - 1r al Giro del Canavese
- 2004
  - 1r al Trofeu Alcide Degasperi
  - 1r al Gran Premi della Liberazione
  - 1r al Memorial Guido Zamperoli
  - 1r al Gran Premi de la vila de Conegliano
- 2008
  - Vencedor d'una etapa al Tour de Szeklerland
- 2011
  - Vencedor de la classificació per punts al Brixia Tour
- 2012
  - Vencedor d'una etapa a la Volta a Àustria
- 2015
  - 1r a la Volta a la Xina I i vencedor d'una etapa
  - Vencedor d'una etapa a la Volta a Hokkaidō

### Resultats al Giro d'Itàlia
- 2014. Abandona (16a etapa)
- 2015. Abandona (6a etapa)